# نمرة نه (الريف الشرقي)
نمرة نه (بالفارسية: نمره‌نه) هي منطقة سكنية تقع في إيران في قسم الريف الشرقي الريفي. يقدر عدد سكانها بـ 91 نسمة بحسب إحصاء 2016.